# Tea Act
Tea Act var en lag som det brittiska parlamentet beslutade om den 10 maj 1773.  Med lagen blev Brittiska Ostindiska kompaniet licensierad teexportör till de Tretton kolonierna i Nordamerika, och gav det rätten att transportera te direkt till Nordamerika. Företaget behövde inte längre sälja sitt te på London Tea Auction. Beslutets följder ledde till tebjudningen i Boston i december samma år.

### Fotnoter
1. ↑  ”The Tea Act” (på engelska). US History. Arkiverad från originalet den 6 november 2015. https://web.archive.org/web/20151106081039/http://www.ushistory.org/declaration/related/teaact.htm. Läst 8 november 2015.